# Кеты
Ке́ты (самоназвание — кето, кет «человек», мн. ч. — денг «люди», «народ»; ранее применялись этнонимы остяки́, енисе́йские остяки́, енисе́йцы) — малочисленный коренной народ Сибири, живущий на севере Красноярского края. Используют кетский язык, относящийся к семье енисейских языков.

## Численность и расселение
По данным переписи населения 2002 года, численность народа — 1494 человека. Проживают в основном в сельской местности трёх районов Красноярского края (1189 чел.): Туруханском (866 кетов в сёлах Келлог, Туруханск, Сургутиха, Мадуйка и др. н. п.), Эвенкийском (211 кетов в селе Суломай и др.) и Енисейском (Сым). В посёлках Келлог, Суломай и Мадуйка кетское население — преобладающее. В начале 2000-х годов несколько десятков представителей кетского этноса проживало в Красноярске.
Численность кетов в населённых пунктах Красноярского края в 2002 г.:
- посёлок Келлог
- посёлок Суломай 148
- село Туруханск 126

Динамика численности кетов в России:

## Язык и письменность
Кетский язык является последним живым представителем енисейской языковой семьи. Другие родственные языки — пумпокольский, аринский, ассанский — исчезли ещё в XVIII—XIX веках. Существуют гипотезы о том, что енисейские языки находятся в отдалённом родстве с дагестанскими адыго-абхазскими, нахскими (чеченский, ингушский) и сино-тибетскими (китайский, тибетский) языками. По переписи 2002 г., в Красноярском крае из 1189 кетов владело кетским языком 365 чел. (30,7 %), русским языком — 1186 чел. (99,8 %).
В кетском выделяется три диалекта: северный, центральный и южный (последний, в свою очередь, подразделяется на говоры елогуйский и подкаменнотунгусский). Фактические различия между ними относительно невелики.
В 1930-е годы кетами использовался алфавит на латинской основе. В 1980-е был разработан новый алфавит на основе кириллицы.
По крайней мере с 1970-х годов происходит процесс утраты народом своего языка. В настоящее время менее 20 % кетов (возрастная группа от 50 лет и старше) считают кетский родным. Число носителей, по оценкам специалистов, не превышает 150 человек.
Кетский язык достаточно часто становился объектом исследований лингвистов (М. А. Кастрен, Е. А. Крейнович, А. П. Дульзон, Г. К. Вернер, С. А. Старостин, Ю. Е. Галямина и др.), привлекая внимание учёных своей редкостью и сложным устройством глагольной морфологии.

## Антропология
Предки современных кетов сформировались, по некоторым предположениям, в эпоху бронзы на юге междуречья Оби и Енисея в результате смешения европеоидов Южной Сибири с древними монголоидами. В антропологическом отношении кетов относили к уральскому типу, сочетающему в себе европеоидные и монголоидные черты. Тем не менее последующее изучение позволило выделить кетов в самостоятельный енисейский тип.

## Происхождение и история
Предки кетов предположительно жили на территории Южной Сибири вместе с другими представителями так называемых енисейскоязычных народов: аринов, асанов, яринцев, бахтинцев, коттов и др. По некоторым данным, в I тысячелетии н. э. они вступили в контакты с тюрко-самодийско-угроязычным населением и в результате миграций оказались на Енисейском Севере. В частности, по реке Кану (правый приток Енисея) были расселены котты, по рекам Усолке и Оне (левобережье низовий Ангары) — ассаны, на Енисее в районе Красноярска — арины, выше их по правобережью Енисея до устья реки Тубы — яринцы и байкотовцы. Ниже по Енисею и его притокам Касу, Сыму, Дубчесу, Елогую, Бахте, по низовьям Подкаменной Тунгуски обитали предки современных кетов. Некоторые кетоязычные группы в IX—XIII вв. ушли на север, осев на среднем Енисее и его притоках. Именно здесь, в контакте с хантами и селькупами, а затем и с эвенками, сформировалась самобытная кетская культура. В начале XVII века известны три родовые локальные группы — земшаки в низовьях Подкаменной Тунгуски, богденцы в устье Бахты и Инбаки в бассейне Елогуя.
До прихода русских кеты уже освоили металлургию, однако жили родо-племенным строем. В состав Русского государства кеты вошли в 1607 году. В российских документах они, вместе с некоторыми другими северными народами, первоначально (и довольно длительное время) именовались «енисейскими остяками».
В дальнейшем кеты продвигались на север вплоть до рек Турухан, Курейка и озера Мундунское вытесняя оттуда или ассимилируя энцев.

## Генетические исследования
С кетами некоторыми исследователями связывается окуневская и карасукская культура бронзового века (2-е тысячелетие до н. э.) Южной Сибири и Казахстана, а также редкая линия Y-хромосомной гаплогруппы Q, указывающая на родство с американскими индейцами.
Исследование ДНК кетов выявило, что у них доминируют Y-хромосомная гаплогруппа Q1b1a3-L330 и митохондриальная гаплогруппа U4. 94 % кетов имеют Y-хромосомную гаплогруппу Q (у тазовских селькупов — 66 %, у нарымских селькупов — 50 %). По другой выборке у кетов 86,4 % имеют Y-хромосомную гаплогруппу Q, 9,1 % имеют Y-хромосомную гаплогруппу N1a1, 4,5 % имеют Y-хромосомную гаплогруппу R1a.

## Быт
Основным занятием большинства кетов была охота и рыболовство. Главный объект пушного промысла — белка, которая составляла 80-90 % стоимости всей добывавшейся пушнины. Сильнее всего беличий промысел был развит у южных кетов. Кроме белки, кеты добывали колонка, горностая, лисицу, соболя, дикого оленя, лося, а на севере — и песца. Вся пушнина выплачивалась кетами в качестве ясака в русскую казну и продавалась. Для себя оставлялись только заячьи и медвежьи шкуры, а также шкуры и большая часть мяса, добываемых диких оленей и лосей. Орудием добычи, прежде всего, служили луки и стрелы, которые были также и военным оружием. Острые наконечники стрел, а позже и ружейные пули обмазывались ядом из разложившегося рыбьего жира. С появлением ружей луки почти вышли из употребления.
Заимствованное во 2-й половине XVII — XVIII веке у самодийцев (ненцев, энцев) транспортное оленеводство распространилось не у всех кетов; часть их, в том числе вся подкаменнотунгусская группа, оставались безоленными.
Традиционное жилище кетов — чум из шестов и берестяных покрышек (кус). Другой распространённый тип жилища — землянка (бан, нус). Внутри чума на земляной пол укладывали берестяные подстилки, пихтовые ветки. Непременная часть убранства — несколько низких столиков из берёзы (л’ам), за каждым из которых ели 2-3 человека. Из берёзы и рога изготовляли поварёшки и чашки для чая и бульона.
Одежду кеты ещё до революции шили преимущественно из покупных тканей и сукна (зипуны) и из шкур домашнего и дикого оленей. Материалом для одежды служили также заячьи и беличьи шкурки.
Летний мужской костюм состоял из короткого, до колен, суконного халата — котлям (от котл «сукно»), запахивающегося справа налево, с характерными нашивками из тесьмы на плечах и по бортам, из матерчатых штанов, суконных или шерстяных чулок до колен и кожаной обуви — чирков, часто окрашенных отваром ольхи в красноватый цвет.
Средством передвижения в зимнее время являлись широкие, подклеенные камусом лыжи. В качестве водного транспорта использовались долблёнки-однодеревки и большие дощатые лодки-илимки (грузоподъёмностью до четырёх тонн) с мачтой и парусом, жилой частью, крытой берестой. На промысле охотники пользовались ручными нартами и волокушей из кожи лося.

## Религия
Высшим добрым началом в кетской мифологии было небесное божество Есь. Низвергнутая на землю жена этого божества, Хоседэм, олицетворяла собой зло. 
С приходом в Сибирь русских землепроходцев и миссионеров кеты, наряду с другими сибирскими народами, начали принимать православное крещение.
- Кеты. Фотография Ф. Нансена
- Семья кетов. Начало XX века
- Историко-этнографическая карта Сибири (XVI в.). Изображение взято из Энциклопедического словаря Брокгауза и Ефрона

## Заметные представители
- Котусов, Александр Максимович